# جوني تمبل
جوني تمبل (بالإنجليزية: Johnny Temple)‏ هو مغني وعازف قيثارة وعازف بيانو أمريكي، ولد في 18 أكتوبر 1906 في هازلهورست في الولايات المتحدة، وتوفي في 22 نوفمبر 1968 في كانتون في الولايات المتحدة بسبب سرطان.

## وصلات خارجية
- جوني تمبل على موقع ميوزك برينز (الإنجليزية)
- جوني تمبل على موقع ديسكوغز (الإنجليزية)